# Nuevo León (Coahuila)
Nuevo León es una localidad del estado mexicano de Coahuila. Es parte del municipio de Francisco I. Madero.

## Demografía
| Gráfica de evolución demográfica |
|                                  |

| Censo | Población |
| ----- | --------- |
| 1940  | 824       |
| 1950  | 853       |
| 1960  | 1 162     |
| 1970  | 1 107     |
| 1980  | 1 246     |
| 1990  | 1 232     |
| 2000  | 1 166     |
| 2010  | 1 456     |
| 2020  | 1 385     |